# Patrick Awuah
Pour les articles homonymes, voir Awuah.
Patrick Awuah Jr., né en 1965 à Accra, au Ghana, est un ingénieur, éducateur et entrepreneur ghanéen. 
Awuah a créé l'Université Ashesi en 2002,.

## Biographie

### Formation
Patrick a grandi à Accra, au Ghana. Il a fait ses études secondaires à l'école Achimota. Il a déménagé aux États-Unis en 1985 pour fréquenter le Swarthmore College avec une bourse.
Il obtient un baccalauréat en ingénierie et en économie en 1989 puis travaille comme ingénieur logiciel et responsable de programme pour Microsoft de 1989 à 1997. 
Chez Microsoft, il rencontre sa future épouse, Rebecca Awuah, ingénieure en tests de logiciels.

### Université Ashesi au Ghana
En 1997, Patrick Awuah quitte Microsoft dans le but de retourner au Ghana pour former la prochaine génération de dirigeants africains. Il s'inscrit à la Haas School of Business de l'UC Berkeley, concentrant son travail sur la préparation d'un plan d'affaires pour Ashesi. Awuah, Nina Marini et d'autres étudiants diplômés de Berkeley partent au Ghana pour faire une étude de faisabilité et y ouvrir une université privée. Awuah obtient son MBA en 1999. 
Cette même année, il retourne au Ghana avec sa famille pour fonder l'Université Ashesi. Il accueille sa première classe d'étudiants en 2002. Depuis ce temps, les programmes de son baccalauréat se sont élargis pour inclure : Administration des affaires, systèmes d'information de gestion, informatique, génie électrique, génie informatique et génie mécanique. 

## Reconnaissance
L'ancien président du Ghana, John Kufuor, a remis à Patrick Awuah le prix de l'Ordre de la Volta, l'un des plus élevés du pays, pour reconnaître sa contribution à l'enseignement supérieur au Ghana en 2008. 
En 2010, il est distingué comme le 87e homme d'affaires le plus créatif selon le magazine Fast Company de New York, puis le 4e PDG le plus respecté au Ghana. En 2014, il reçoit le prix international Elise et Walter A. Haas, qui honore un ancien élève de UC Berkeley, pour des réalisations exceptionnelles dans leur pays d'origine. La même année, il est nommé meilleur entrepreneur social par la Fondation Schwab. En 2015, il est classé par Fortune au 40e rang des 50 plus grands leaders mondiaux et reçoit le MacArthur Fellow[Quoi ?]. En 2017, il reçoit le prix WISE (World Innovation Summit for Education), un prix mondial de l'éducation. 